# 4F
4F – polska marka odzieży i akcesoriów sportowych, należąca do spółki OTCF. Oferuje produkty zarówno do treningu, jak i codziennego noszenia – dla profesjonalnych sportowców i amatorów. W latach 2008–2023 była sponsorem Polskiego Komitetu Olimpijskiego, przygotowując stroje startowe i defiladowe dla Reprezentacji Polski na 7 edycji igrzysk olimpijskich. Podczas Igrzysk Olimpijskich w Tokio (2020/21) i Pekinie (2022) w strojach 4F wystąpiło łącznie 8 reprezentacji narodowych – obok Polski także Chorwacja, Litwa, Łotwa, Portugalia, Grecja, Słowacja i Serbia.
Marka 4F ma ponad 350 sklepów detalicznych oraz setki stoisk partnerskich w Polsce. Ma również łącznie kilkanaście sklepów na Litwie, Łotwie, Słowacji i w Rumunii. Oprócz sprzedaży detalicznej, marka 4F jest obecna w ponad 42 krajach poprzez rozwiniętą sieć sprzedaży hurtowej, a jej produkty są dostępne w ponad 900 sklepach multibrandowych na świecie. Produkty z oferty 4F można także kupić w sklepie internetowym oraz aplikacji mobilnej, poprzez którą można również dołączyć do programu lojalnościowego 4F Team i zbierać punkty za zakupy.

## Historia
W 2003 r. firma Horn Partner (dzisiejsze OTCF S.A.) rozpoczęła sprzedaż detaliczną i otworzyła pierwsze sklepy własne z odzieżą sportową pod marką 4Fun. W 2007 nazwę zmieniono na 4F Sport Performance, a od 2010 r. marka funkcjonuje jako 4F.
W 2016 r. marka 4F rozpoczęła działalność zagraniczną, otwierając sklepy własne na Łotwie, Słowacji, w Rumunii oraz Czechach. W 2017 r. roku powstała dziecięca marka 4F Junior, a w 2018 marka profesjonalna 4F PROteam.

## Współpraca z klubami sportowymi
Po ogłoszeniu Roberta Lewandowskiego nowym ambasadorem marki, w branży sportowej pojawiły się pogłoski o wejściu 4F na rynek piłki nożnej. Pierwszym klubem piłkarskim, którego sponsorem technicznym było 4F, została Korona Kielce, która podpisała z marką trzyletnią umowę – od sezonu 2021/2022, do sezonu 2024/2025. Na początku 2024 r. kontrakt ten został przedłużony o kolejne 3 lata. Oprócz tego, 4F jest Partnerem Technicznym dwóch innych drużyn PKO BP Ekstraklasy – Piasta Gliwice i Stali Mielec. W sezonie 2022/2023 w strojach 4F swoje pierwsze Mistrzostwo Polski zdobył Raków Częstochowa.
Marka konsekwentnie rozwija także partnerstwa z klubami siatkarskiej Plus Ligi. Od 2021 r. współpracuje z trzykrotnym zwycięzcą Ligi Mistrzów CEV – Grupą Azoty ZAKSĄ Kędzierzyn-Koźle. W strojach 4F występują także siatkarze Projektu Warszawa, Enea Czarnych Radom oraz Ślepsk Malow Suwałki.
W ramach wieloletniego kontraktu z Polską Ligą Koszykówki marka projektuje i dostarcza stroje wszystkim klubom koszykarskiej Orlen Basket Ligi i Orlen Basket Ligi Kobiet. To pionierska współpraca na polskim rynku teamwearowym, która prowadzona jest na zasadach ligi kontraktowej, na wzór światowego lidera – amerykańskiej NBA.

## Współpraca ze sportem olimpijskim
Polski Komitet Olimpijski – współpraca 4F i PKOl trwała w latach 2008–2023. Marka 4F dostarczyła stroje startowe i reprezentacyjne na zimowe igrzyska olimpijskie w Vancouver w 2010 r., Soczi w 2014 r., PyeongChang w 2018 r., w Pekinie w 2022 r. oraz letnie igrzyska olimpijskie w Londynie w 2012 r. i Rio de Janeiro w 2016 r. i Tokio w 2020 r..
Marka ubrała też polskie reprezentacje podczas Igrzysk Europejskich (Baku 2015, Mińsk 2019, Kraków Małopolska 2023), Młodzieżowych Igrzysk Olimpijskich (Singapur 2010, Nankin 2014, Lillehammer 2016, Buenos Aires 2016, Lozanna 2020, Gangwon 2024) oraz Europejskich Młodzieżowych Igrzysk Olimpijskich (Trabzon 2011, Utrecht 2013, Braszów 2014, Voralberg i Liechtenstein 2015, Tbilisi 2015, Gyor 2017, Sarajewo 2019 oraz Baku 2019).
Polski Komitet Paraolimpijski – współpraca rozpoczęła się od igrzysk paraolimpijskich w Vancouver 2010 i zakończyła na początku 2024 r.W tym czasie marka ubrała polską reprezentację również podczas Igrzysk Paraolimpijskich w Soczi w 2014, Rio w 2016, PyeongChang 2018, Tokio 2020 i Pekin 2022 r.

## Współpraca ze związkami sportowymi
Marka 4F jest partnerem profesjonalnego sportu już od 2007 roku kiedy rozpoczęła się współpraca z Polskim Związkiem Narciarskim. W 2010 został podpisany kontrakt z Polskim Związkiem Biathlonu, a potem kolejno z Polskim Związkiem Lekkiej Atletyki (2013) oraz Polskim Związkiem Łyżwiarstwa Szybkiego (2014). Od 2019 r. marka współpracuje z Litewskim Związkiem Lekkiej Atletyki, a od 2023 r. z Węgierskim Związkiem Lekkiej Atletyki. W latach 2017–2020 4F było związane ze Związkiem Piłki Ręcznej w Polsce, a w latach 2018–2022 ze Słowackim Związkiem Biathlonu. Od 2021 r. 4F jest Partnerem Technicznym Polskiego Związku Koszykówki. W ramach współpracy marka dostarcza stroje meczowe wszystkim koszykarskim Kadrom Narodowym – seniorskim i juniorskim, kobiet i mężczyzn, także w odmianie 3x3.

## Obecni ambasadorzy marki
- Robert Lewandowski[13] – polski piłkarz, kapitan reprezentacji Polski w piłce nożnej i napastnik FC Barcelona
- Anna Lewandowska – wielokrotna medalistka mistrzostw świata, Europy i Polski w karate, trenerka milionów kobiet
- Tomasz Fornal - polski siatkarz, reprezentant Polski
- Bartosz Zmarzlik – najbardziej utytułowany polski żużlowiec. Pięciokrotny Indywidualny Mistrz Świata
- Natalia Maliszewska – Mistrzyni Europy, wicemistrzyni świata i zwyciężczyni Pucharu Świata w short tracku
- Martyna Kotwiła – polska lekkoatletka specjalizująca się w biegach sprinterskich
- Michał Kościuszko – jeden z najbardziej utytułowanych polskich kierowców rajdowych
- Alina Rotaru-Kottmann – rumuńska lekkoatletka specjalizująca się w skokach w dal
- Jakub Grigar – Słowak uprawiający kajakarstwo slalomowe.
- Alina Ceuşan – rumuńska influencerka i osobowość telewizyjna
- Ioana Grama – rumuńska influencerka fitness

## Byli ambasadorzy marki
- Sebastian Kłosiński – jeden z najlepszych polskich łyżwiarzy szybkich
- Maciej Kot[14] – polski skoczek narciarski
- Marcin Chabowski – polski lekkoatleta specjalizujący się w biegach długodystansowych
- Iwona Bernardelli (Lewandowska) – polska lekkoatletka specjalizująca się w biegach długodystansowych
- Katarzyna Niewiadoma – polska kolarka
- Paula Gorycka – polska kolarka
- Łukasz Kubot[15] – polski tenisista
- Monika Hojnisz – polska biathlonistka
- Natalia Czerwonka – polska łyżwiarka szybka
- Andrzej Piątek – polski kolarz
- Kamil Stoch[16] – polski skoczek narciarski
- Paulína Fialková – słowacka biathlonistka
- Wilfredo León – polski siatkarz
- Kamila Żuk – polska biathlonistka
- Adrianna Sułek – polska wieloboistka